# Frank E. Kirby
Frank E. Kirby (1 de Julho de 1849 - 25 de Agosto de 1929) foi um arquiteto e designer naval dos Estados Unidos da América do início do Século XX. Kirby foi conhecido pelos seus grandes navios nocturnos do Lago Erie.

## Design
- SS Canadiana

- SS Chief Wawatam

- SS City of Detroit III

- SS City of Erie

- SS Columbia

- SS Greater Detroit

- SS Greater Buffalo - reconstruído em 1942 como porta-aviões de treino
- USS Sable (IX-81) - onde treinou George H. W. Bush, futuro Presidente dos Estados Unidos

- SS Ste. Claire

- SS Tashmoo
- SS Seeandbee - O maior e mais dispendioso cruzeiro de lago, mais tarde transformado no USS Wolverine (IX-64), um porta-aviões de treino.